# Прочида
Прочида (итал. Procida) — город в Южной Италии, в провинции Неаполь области Кампания. Расположен на одноимённом острове, отделённом от Мизенского мыса 4200-метровым проливом. Другой пролив (шириной 2,7 км) отделяет Прочиду от острова Искья.
Население — 10 694 человека (на 2004 год), плотность населения — 2593,9 чел./км². Площадь территории — 4,1 км². Почтовый индекс — 80079. Телефонный код — 081. Покровитель коммуны — Архангел Михаил, празднование 29 сентября и 8 мая (явление).

## История
Остров Прочида, продукт вулканической активности Флегрейских полей, был обжит древними греками ещё до новой эры. Согласно Дионисию Галикарнасскому остров был назван троянскими скитальцами в честь Прохиты — родственницы Энея, умершей здесь.
Монастырская церковь Архангела Михаила была воздвигнута в городе после того, как местные жители отбили угрозу сарацинских пиратов. Во время боя монахи исступленно молились Архангелу Михаилу. Среди ясного неба на море разыгрался шторм, и несколько пиратских кораблей затонуло. С тех пор местные жители считают Архангела Михаила покровителем острова и города.
C XII по XIV века город принадлежал знатному семейству, одним из представителей которого был средневековый дипломат и медик Джованни да Прочида.